# Paranerita haemabasis
Paranerita haemabasis är en fjärilsart som beskrevs av Paul Dognin 1914. Paranerita haemabasis ingår i släktet Paranerita och familjen björnspinnare. Inga underarter finns listade i Catalogue of Life.